# Musali Division
Musali Division är en division i Sri Lanka.   Den ligger i provinsen Nordprovinsen, i den nordvästra delen av landet, 200 km norr om huvudstaden Colombo.